# Vorozjba
Vorozjba  (ukrainsk: Ворожба́, ukrainsk udtale: [woroʒˈbɑ]) er en by i Bilopillia rajon, Sumy oblast, Ukraine.
Byen har 6.972 (2019) indbyggere.

## Geografi
Vorozjba ligger på venstre bred af Wyr, en 62 km lang biflod til Sejm 5 km nordvest for Bilopillja rajons centrum og omkring 54 km nordvest for Sumy oblast centrum. Grænsen til Rusland (Belgorod oblast) ligger ca. 10 km nordøst for byen.